# Смирновский сельский округ (Северо-Казахстанская область)
Смирновский сельский округ (каз. Смирнов ауылдық округі) — административная единица в составе Аккайынского района Северо-Казахстанской области Казахстана. Административный центр и единственный населенный пункт — село Смирново.
Население — 5796 человек (2009, 7556 в 1999, 9314 в 1989).

## История
Смирновский поселковый совет образован 23 мая 1941 года.  12 января 1994 года постановлением главы Северо-Казахстанской областной администрации создан Смирновский сельский округ. Совместным решением XXVII сессии Северо-Казахстанского областного маслихата и акима области от 08 августа 2003 года упразднены разъезды Базарал, Жанажол, Жанатурмис, Каунданды и Шаховской.

## Состав
В состав округа входят такие населенные пункты:
| Населенный пункт                | Население, человек (1989) | Население, человек (1999) | Население, человек (2009) |
| ------------------------------- | ------------------------- | ------------------------- | ------------------------- |
| Базарал, станционный поселок    | 9                         | -                         | -                         |
| Жанажол, станционный поселок    | 42                        | -                         | -                         |
| Жанатурмис, станционный поселок | 22                        | -                         | -                         |
| Каунданды, станционный поселок  | 55                        | -                         | -                         |
| Смирново, село                  | 9149                      | 7556                      | 5796                      |
| Шаховской, станционный поселок  | 37                        | -                         | -                         |